# Parrocchie della diocesi di Avezzano

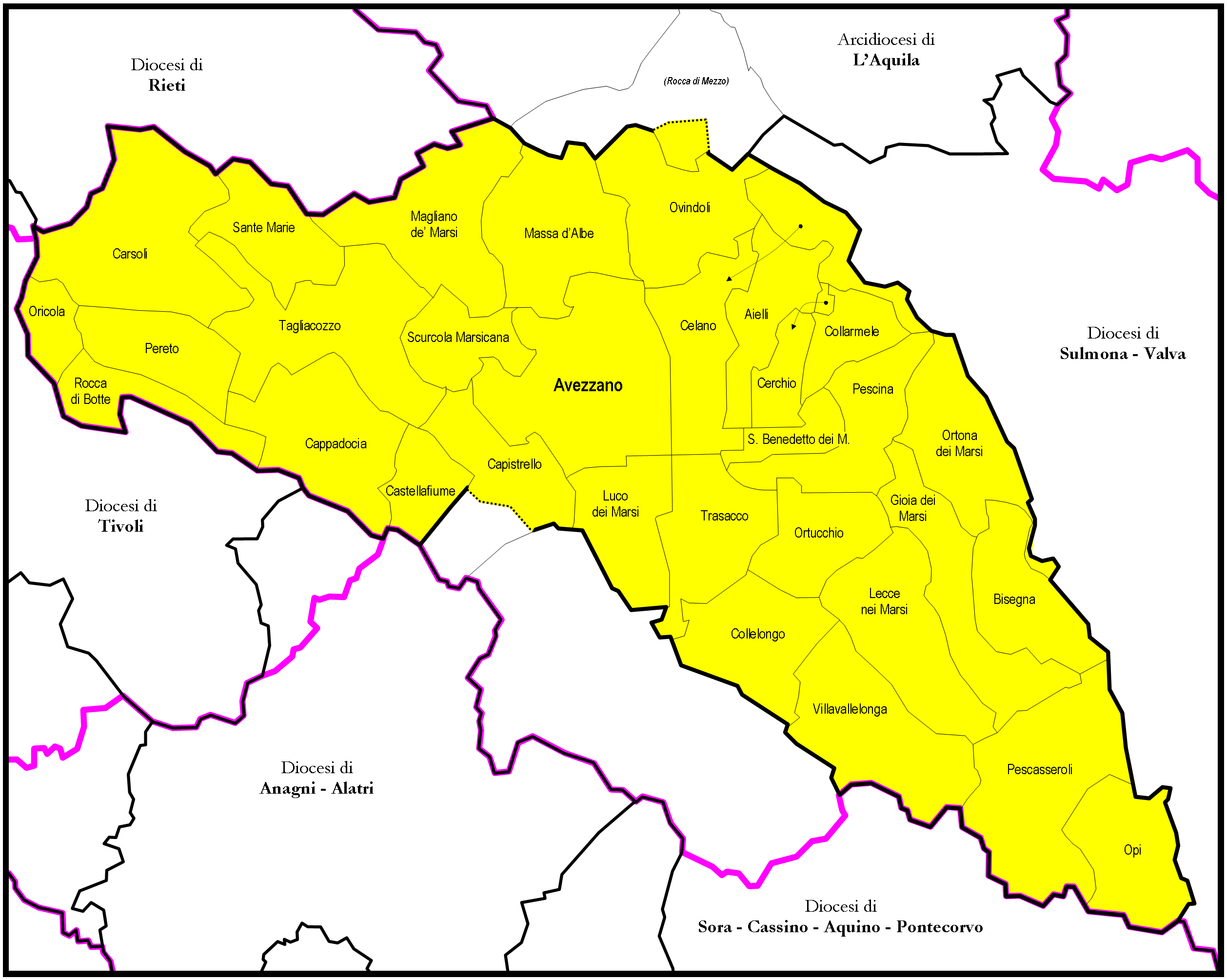
Il territorio della diocesi

Le parrocchie della diocesi di Avezzano sono 101 e sono distribuite in comuni e frazioni appartenenti alla provincia dell'Aquila.

## Vicariati
La diocesi è organizzata in sette foranie.

### Forania di Avezzano

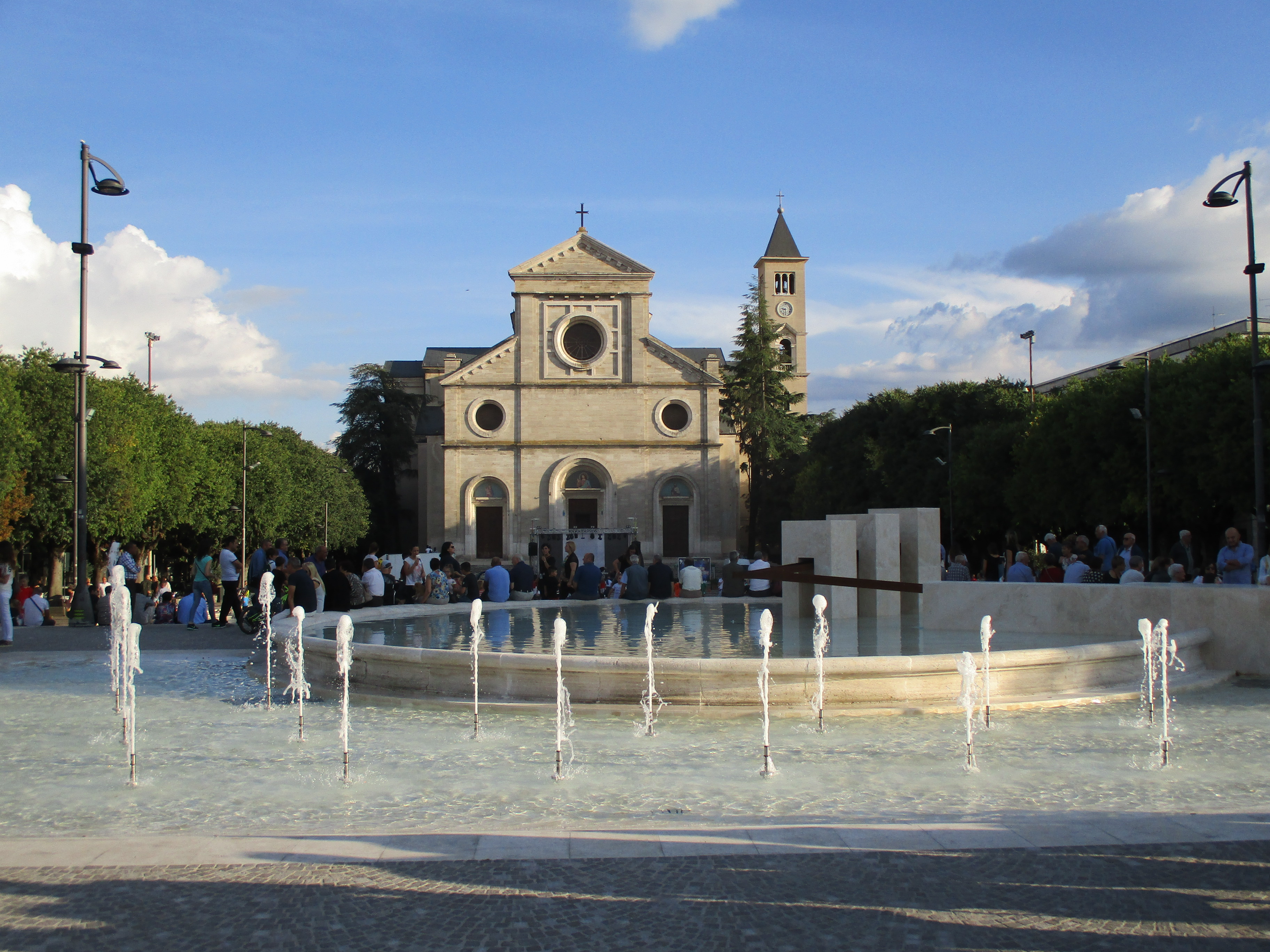
Cattedrale dei Marsi sullo sfondo di piazza Risorgimento

| Parrocchia                  | Titolare                        | Comune      | Frazione/Quartiere                | Popolazione | Web |
| --------------------------- | ------------------------------- | ----------- | --------------------------------- | ----------- | --- |
| Cattedrale dei Marsi        | San Bartolomeo Apostolo         | Avezzano    | Centro urbano                     |             |     |
| Sacro Cuore in San Rocco    | San Rocco e Sacro Cuore di Gesù | Avezzano    | San Rocco                         |             |     |
| Madonna del Passo           | Madonna                         | Avezzano    | Borgo Pineta                      | 9.000       |     |
| San Giovanni Decollato      | San Giovanni Battista           | Avezzano    | San Nicola/Via Napoli             | 8.000       |     |
| San Pio X                   | San Pio X                       | Avezzano    | Borgo Angizia/I Frati             |             |     |
| Santissima Trinità          | Santissima Trinità              | Avezzano    | Cupello/Sant'Andrea               |             |     |
| Spirito Santo               | Spirito Santo                   | Avezzano    | La Pulcina/Scalzagallo/Barbazzano |             |     |
| Santa Croce                 | Santa Croce                     | Avezzano    | Antrosano                         | 1.003       |     |
| Sant'Isidoro                | Sant'Isidoro                    | Avezzano    | Borgo Via Nuova/Borgo Incile      |             |     |
| San Giuseppe Artigiano      | San Giuseppe                    | Avezzano    | Caruscino                         |             |     |
| San Giacomo e San Pancrazio | San Giacomo e San Pancrazio     | Avezzano    | Castelnuovo                       | 170         |     |
| Santa Maria                 | Santa Maria                     | Avezzano    | Cese dei Marsi                    | 588         |     |
| San Sebastiano              | San Sebastiano                  | Avezzano    | Paterno                           | 1.810       |     |
| San Michele Arcangelo       | San Michele Arcangelo           | Avezzano    | San Pelino                        | 2.003       |     |
| Sant'Antonio di Padova      | Sant'Antonio                    | Capistrello | Centro storico                    |             |     |
| Santa Barbara               | Santa Barbara                   | Capistrello | Santa Barbara                     |             |     |

### Forania di Carsoli

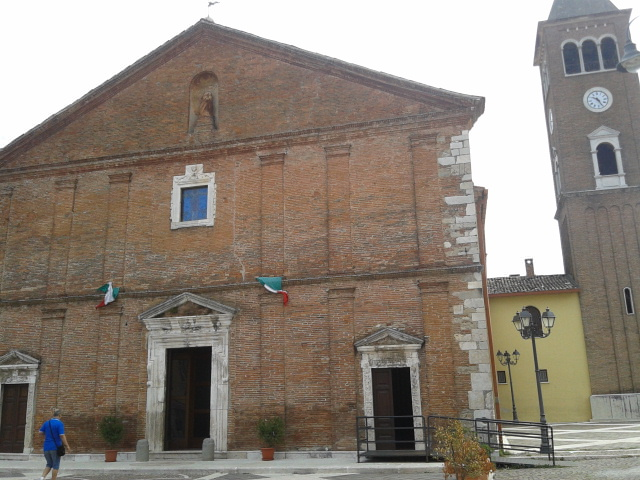
Chiesa di Santa Vittoria a Carsoli

| Parrocchia               | Titolare              | Comune         | Frazione/Quartiere            | Popolazione | Web                                                  |
| ------------------------ | --------------------- | -------------- | ----------------------------- | ----------- | ---------------------------------------------------- |
| Santa Vittoria           | Santa Vittoria        | Carsoli        | Centro storico                |             |                                                      |
| Madonna del Carmine      | Madonna               | Carsoli        | Centro urbano                 |             |                                                      |
| San Nicola               | San Nicola            | Carsoli        | Colli di Monte Bove           | 206         | Archiviato il 22 settembre 2018 in Internet Archive. |
| San Giovanni             | San Giovanni Battista | Carsoli        | Montesabinese                 | 28          |                                                      |
| Santa Maria delle Grazie | Madonna delle Grazie  | Carsoli        | Pietrasecca                   | 267         |                                                      |
| Santa Maria Assunta      | Santa Maria Assunta   | Carsoli        | Poggio Cinolfo                | 477         |                                                      |
| Santo Stefano            | Santo Stefano         | Carsoli        | Tufo Alto/Tufo Basso/Villetta | 344         |                                                      |
| San Nicola               | San Nicola            | Carsoli        | Villa Romana                  | 82          |                                                      |
| Santissimo Salvatore     | Santissimo Salvatore  | Oricola        | Centro storico                |             |                                                      |
| Sacro Cuore              | Sacro Cuore di Gesù   | Oricola        | Civita                        | 165         |                                                      |
| San Giorgio              | San Giorgio           | Pereto         | Centro storico                |             |                                                      |
| Santissimo Salvatore     | Santissimo Salvatore  | Pereto         | Centro storico                |             |                                                      |
| San Pietro               | San Pietro apostolo   | Rocca di Botte | Centro storico                | 841         |                                                      |

### Forania di Celano

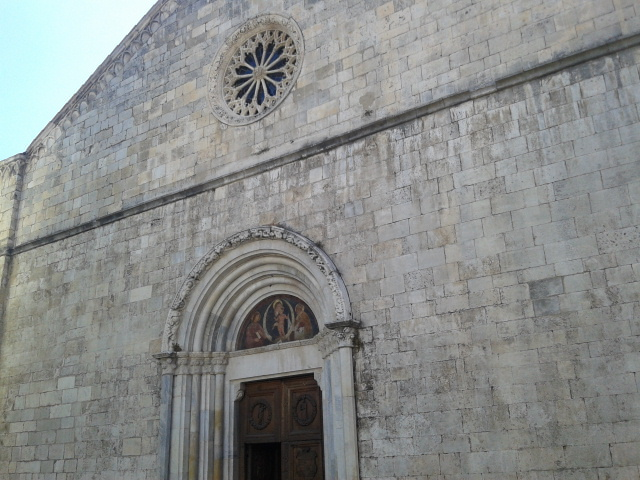
Chiesa di San Giovanni Battista a Celano

| Parrocchia                    | Titolare                   | Comune         | Frazione/Quartiere             | Popolazione | Web |
| ----------------------------- | -------------------------- | -------------- | ------------------------------ | ----------- | --- |
| Santa Maria Valleverde        | Santa Maria                | Celano         | Centro storico                 |             |     |
| Sacro Cuore                   | Sacro Cuore di Gesù        | Celano         | Centro urbano                  |             |     |
| San Giovanni Battista         | San Giovanni Battista      | Celano         | Centro storico                 |             |     |
| Regina della Pace             | Regina della Pace          | Celano         | Borgo Strada 14/Borgo Ottomila |             |     |
| San Sebastiano                | San Sebastiano             | Ovindoli       | Centro storico                 |             |     |
| Santa Maria di Collermarciano | Santa Maria                | Ovindoli       | Santa Jona                     | 154         |     |
| Santi Salvatore e Potito      | San Salvatore e San Potito | Ovindoli       | San Potito                     | 111         |     |
| San Pietro                    | San Pietro                 | Rocca di Mezzo | Rovere                         | 198         |     |

### Forania di Magliano de' Marsi

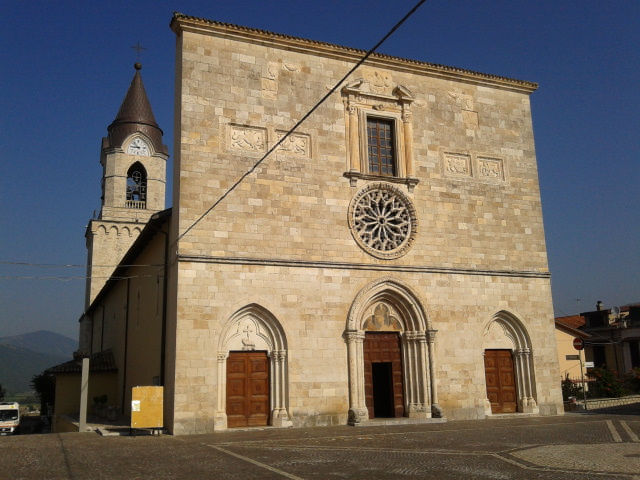
Chiesa di Santa Lucia a Magliano de' Marsi

| Parrocchia                 | Titolare                     | Comune             | Frazione/Quartiere | Popolazione | Web |
| -------------------------- | ---------------------------- | ------------------ | ------------------ | ----------- | --- |
| Santa Lucia                | Santa Lucia                  | Magliano de' Marsi | Centro storico     |             |     |
| Santa Maria ad Nives       | Nostra Signora della Neve    | Magliano de' Marsi | Centro urbano      |             |     |
| Santa Maria Assunta        | Santa Maria Assunta          | Magliano de' Marsi | Marano dei Marsi   | 35          |     |
| Santa Maria delle Grazie   | Madonna delle Grazie         | Magliano de' Marsi | Rosciolo dei Marsi | 414         |     |
| Santi Fabiano e Sebastiano | San Fabiano e San Sebastiano | Massa d'Albe       | Centro storico     |             |     |
| Santa Maria                | Santa Maria                  | Massa d'Albe       | Massa Corona       |             |     |
| San Nicola                 | San Nicola                   | Massa d'Albe       | Alba Fucens/Albe   | 83          |     |
| San Teodoro                | San Teodoro                  | Massa d'Albe       | Forme              | 449         |     |
| Santissima Trinità         | Santissima Trinità           | Scurcola Marsicana | Centro storico     |             |     |
| San Nicola                 | San Nicola                   | Scurcola Marsicana | Cappelle dei Marsi | 793         |     |

### Forania di Pescina

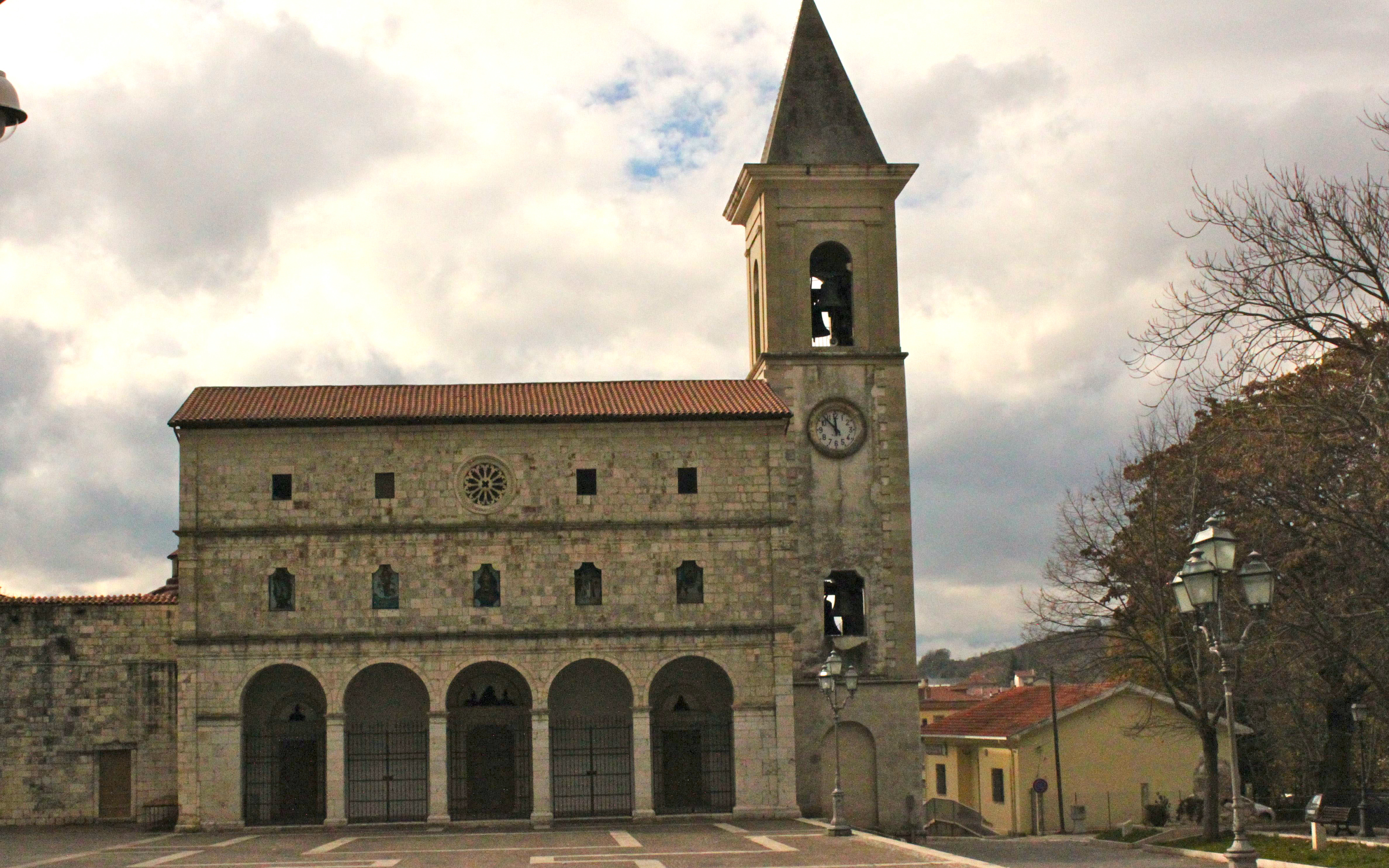
Concattedrale di Santa Maria delle Grazie a Pescina

| Parrocchia                                | Titolare                 | Comune                  | Frazione/Quartiere       | Popolazione | Web                                               |
| ----------------------------------------- | ------------------------ | ----------------------- | ------------------------ | ----------- | ------------------------------------------------- |
| Concattedrale di Santa Maria delle Grazie | Madonna delle Grazie     | Pescina                 | Centro storico           |             |                                                   |
| San Giuseppe                              | San Giuseppe             | Pescina                 | Centro storico           |             |                                                   |
| Santa Maria del Carmine                   | Santa Maria del Carmine  | Pescina                 | Venere dei Marsi         | 842         |                                                   |
| Santissima Trinità                        | Santissima Trinità       | Aielli                  | Aielli Alto              |             |                                                   |
| San Giuseppe                              | San Giuseppe             | Aielli                  | Aielli Stazione          |             | Archiviato il 23 luglio 2017 in Internet Archive. |
| Santa Maria Assunta                       | Santa Maria Assunta      | Bisegna                 | Centro storico           |             |                                                   |
| San Pancrazio                             | San Pancrazio            | Bisegna                 | San Sebastiano dei Marsi | 159         |                                                   |
| Santi Giovanni e Paolo                    | Santi Giovanni e Paolo   | Cerchio                 | Centro storico           | 1.559       |                                                   |
| Santa Felicita                            | Santa Felicita           | Collarmele              | Centro urbano            | 867         |                                                   |
| Santa Maria Assunta                       | Santa Maria Assunta      | Gioia dei Marsi         | Centro urbano            | 1.200       |                                                   |
| Madonna del Buon Consiglio                | Madre del Buon Consiglio | Gioia dei Marsi         | Casali d'Aschi           | 850         |                                                   |
| San Nicola                                | San Nicola               | Gioia dei Marsi         | Borgo Sperone            | 150         |                                                   |
| Santa Maria Assunta                       | Santa Maria Assunta      | Lecce nei Marsi         | Centro urbano            | 1.641       |                                                   |
| Santa Maria Assunta                       | Santa Maria Assunta      | Opi                     | Centro storico           | 408         |                                                   |
| San Giovanni Battista                     | San Giovanni Battista    | Ortona dei Marsi        | Centro storico           |             |                                                   |
| Santissimo Salvatore                      | Santissimo Salvatore     | Ortona dei Marsi        | Aschi Alto               | 184         |                                                   |
| Santa Maria della Pietà                   | Santa Maria della Pietà  | Ortona dei Marsi        | Carrito                  | 136         |                                                   |
| Sacro Cuore                               | Sacro Cuore              | Ortona dei Marsi        | Cesoli/Rivoli            |             |                                                   |
| Santa Maria Capodacqua                    | Santa Maria Capodacqua   | Ortucchio               | Centro urbano            | 1.790       |                                                   |
| Santi Pietro e Paolo                      | San Pietro e San Paolo   | Pescasseroli            | Centro storico           | 2.197       |                                                   |
| Santa Maria Assunta                       | Santa Maria Assunta      | San Benedetto dei Marsi | Centro urbano            | 3.893       |                                                   |

### Forania di Tagliacozzo

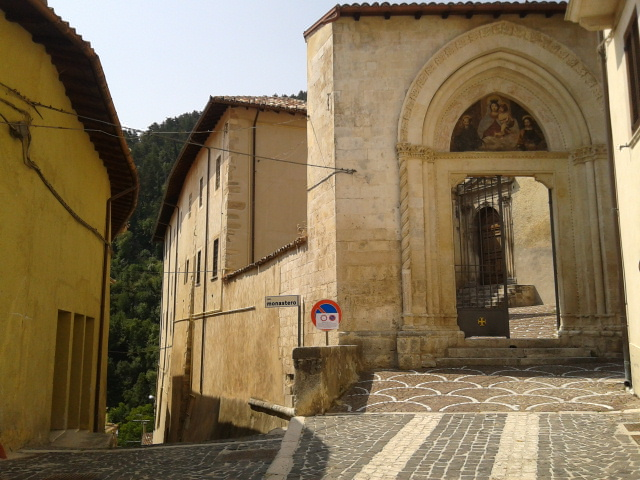
Chiesa e monastero dei Santi Cosma e Damiano a Tagliacozzo

| Parrocchia                       | Titolare                      | Comune        | Frazione/Quartiere       | Popolazione | Web |
| -------------------------------- | ----------------------------- | ------------- | ------------------------ | ----------- | --- |
| Santi Cosma e Damiano            | Santi Cosma e Damiano         | Tagliacozzo   | Centro storico           |             |     |
| Santissima Annunziata            | Santissima Annunziata         | Tagliacozzo   | Centro storico           |             |     |
| San Nicola                       | San Nicola                    | Tagliacozzo   | Centro storico           |             |     |
| San Pietro                       | San Pietro                    | Tagliacozzo   | Altolaterra              |             |     |
| Sant'Egidio                      | Sant'Egidio                   | Tagliacozzo   | Altolaterra              |             |     |
| Madonna dell'Oriente             | Madonna                       | Tagliacozzo   | Oriente/Sfratati         |             |     |
| San Giacomo                      | San Giacomo                   | Tagliacozzo   | Colle San Giacomo        |             |     |
| Santa Barbara                    | Santa Barbara                 | Tagliacozzo   | Gallo                    | 110         |     |
| Santa Maria delle Grazie         | Madonna delle Grazie          | Tagliacozzo   | Poggetello               | 89          |     |
| Sant'Ansuino                     | Sant'Ansuino                  | Tagliacozzo   | Poggio Filippo           | 144         |     |
| Santa Maria degli Angeli         | Santa Maria degli Angeli      | Tagliacozzo   | Roccacerro               | 77          |     |
| Sant'Erasmo                      | Sant'Erasmo                   | Tagliacozzo   | San Donato               | 198         |     |
| Santa Maria delle Grazie         | Santa Maria delle Grazie      | Tagliacozzo   | Sorbo                    | 65          |     |
| Sant'Antonio di Padova           | Sant'Antonio di Padova        | Tagliacozzo   | Tremonti                 | 54          |     |
| San Sebastiano                   | San Sebastiano                | Tagliacozzo   | Villa San Sebastiano     | 324         |     |
| San Pietro in San Nicola di Bari | San Pietro e San Nicola       | Capistrello   | Corcumello               | 234         |     |
| Santi Biagio e Margherita        | San Biagio e Santa Margherita | Cappadocia    | Centro storico           |             |     |
| San Michele Arcangelo            | San Michele Arcangelo         | Cappadocia    | Petrella Liri            | 116         |     |
| Sant'Egidio                      | Sant'Egidio                   | Cappadocia    | Verrecchie               | 138         |     |
| San Nicola                       | San Nicola                    | Castellafiume | Centro urbano            |             |     |
| Santissimo Salvatore             | Santissimo Salvatore          | Castellafiume | Pagliara dei Marsi       | 45          |     |
| Santa Maria delle Grazie         | Madonna delle Grazie          | Sante Marie   | Centro storico           |             |     |
| San Martino                      | San Martino                   | Sante Marie   | Castelvecchio/Valdevarri | 62          |     |
| San Giovanni                     | San Giovanni                  | Sante Marie   | San Giovanni             | 152         |     |
| Santo Stefano                    | Santo Stefano                 | Sante Marie   | Santo Stefano            | 254         |     |
| Santi Giustina e Cipriano        | Santi Giustina e Cipriano     | Sante Marie   | Scanzano                 | 184         |     |
| San Pietro                       | San Pietro                    | Sante Marie   | Tubione                  |             |     |

### Forania di Trasacco

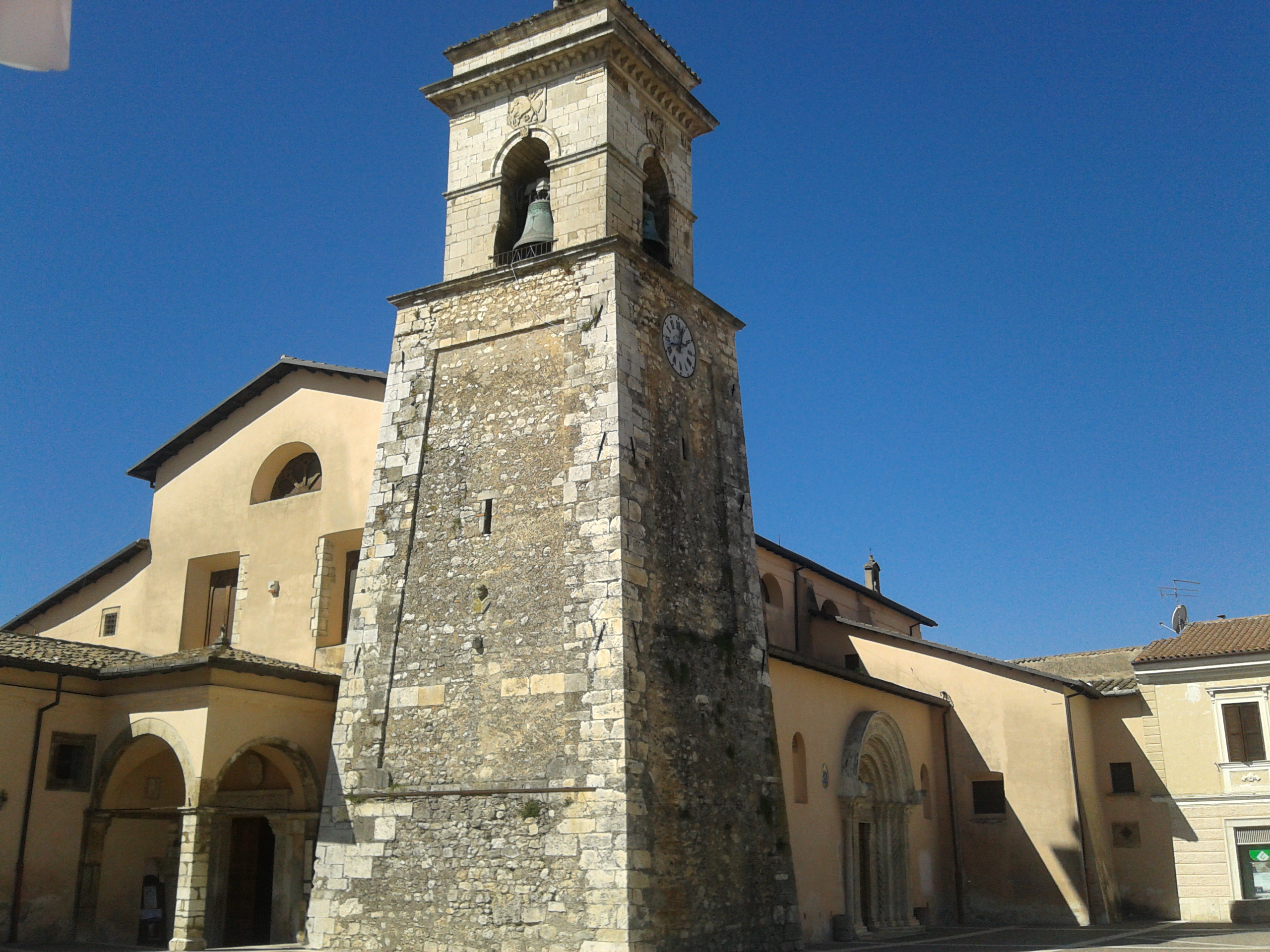
Basilica dei Santi Cesidio e Rufino a Trasacco

| Parrocchia                    | Titolare                      | Comune          | Frazione/Quartiere | Popolazione | Web |
| ----------------------------- | ----------------------------- | --------------- | ------------------ | ----------- | --- |
| Santi Cesidio e Rufino        | San Cesidio e San Rufino      | Trasacco        | Centro storico     |             |     |
| Madonna del Perpetuo Soccorso | Madonna del Perpetuo Soccorso | Trasacco        | Centro urbano      |             |     |
| Santa Maria Nuova             | Santa Maria                   | Collelongo      | Centro storico     | 1.180       |     |
| San Giovanni Battista         | San Giovanni Battista         | Luco dei Marsi  | Centro storico     | 6.033       |     |
| Santi Leucio e Nicola         | San Leucio e San Nicola       | Villavallelonga | Centro storico     | 884         |     |